# Peter Malberg
Peter Malberg (21 de septiembre de 1887 – 23 de junio de 1965) fue un actor teatral y cinematográfico de nacionalidad danesa, conocido por su papel de Tío Anders en películas de la serie Far Til Fire. Formado como pintor, trabajó pintando decorados en el Teatro Aarhus, lo cual, junto al hecho de que su hermano mayor, Henrik, era actor, le llevó a dedicarse al teatro y al cine.

## Biografía
Su nombre completo era Peter Martinus Malberg, y nació en Aarhus, Dinamarca, siendo sus padres Peter Broch Malberg (un transportista) y Catrine Marie Scheibye, una mujer de frágil salud que permaneció enferma durante buena parte de la infancia de Malberg. Era 15 años menor que su hermano, el actor Henrik Malberg, que cuidó a Peter a lo largo de toda su vida. En 1904, cuando Malberg tenía 14 años, sus padres acordaron que él fuera aprendiz de pintor con C. Christian Nielsen. Malberg tenía talento, y deseaba formarse en la Real Academia de Bellas Artes de Dinamarca, en Copenhague. Sin embargo, tras trabajar dos años como aprendiz, fue contratado por el Teatro Aarhus para pintar escenarios. Cuando Malberg vio la pericia interpretativa de su hermano Henrik, él también decidió dedicarse a la actuación.
Malberg debutó el 22 de marzo de 1907 en el Teatro Aarhus actuando en la obra Ranke viljer. Después viajó en gira con una compañía teatral por Noruega, Suecia y Finlandia, y en 1913 empezó a actuar en teatros de Copenhague, entre ellos el Teatro Alexandra, el Frederiksberg y el Betty Nansen. Como actor independiente, Malberg participó a menudo en revistas, haciendo también papeles cómicos. Unos de sus papeles teatrales de mayor éxito fue el de Balder Svanemose en la comedia llevada a escena en 1930 Peter den Store, que representó en más de mil ocasiones.
Entre 1910 y 1913, Malberg trabajó para el cine en 22 filmes mudos, entre ellos David Copperfield (1922), Morænen y Laila. Sin embargo, su papel más destacado en el cine fue el del Tío Axel en ocho comedias de la serie de películas Far til fire. Además, actuó en nueve cintas de Morten Korch. En la película Det gamle guld, Malberg y Poul Reichhardt cantaban canciones populares danesas como "Jeg har min hest, jeg har min lasso" y "Du er min øjesten".
Peter Malberg fue recompensado por la Academia Francesa, recibiendo también la un premio honorífico otorgado por Portugal. Había sido nombrado caballero de la Orden de Dannebrog en 1948. El actor falleció en Glostrup, Dinamarca, en 1965. Fue enterrado en el Cementerio Assistens de Copenhague.
Había estado casado desde 1925 con la actriz Ellen Nimb-Olsen, 16 años menor que él.

## Selección de su filmografía
- 1910: Elverhøj I
- 1910: Valdemar Sejr
- 1910: Ansigttyven I
- 1910: Ansigttyven II
- 1912: Dollarprinsessen
- 1913: Den gaadefulde Dobbeltgænger
- 1913: Et Syndens Barn
- 1913: Det store Derbyløb
- 1913: Adrianopels Hemmelighed
- 1913: Lille Claus og store Claus
- 1913: Vingeskudt
- 1913: Det store Derbyløb
- 1913: Lejla
- 1913: Søstrene Corrodi
- 1913: Den lurende Død
- 1914: Borgkælderens Mysterium
- 1914: Den dovne dreng
- 1914: Fyrtaarnets Hemmelighed
- 1915: Enhver
- 1916: Udenfor Loven
- 1916: Digterens Drøm
- 1918: Lægen
- 1919: Kærlighedens Almagt
- 1922: David Copperfield
- 1924: Kan Kvinder fejle?
- 1924: Morænen
- 1925: Stamherren
- 1925: Solskinsdalen
- 1927: Dydsdragonen
- 1927: Grænsefolket
- 1929: Laila
- 1934: Lynet
- 1936: Millionærdrengen
- 1937: Det begyndte ombord
- 1938: Bolettes brudefærd
- 1940: Sørensen og Rasmussen
- 1941: Thummelumsen
- 1941: Alle går rundt og forelsker sig
- 1943: Hans onsdagsveninde
- 1943: Pige uden lige
- 1944: Otte akkorder
- 1947: Lykke på rejsen
- 1948: Penge som græs
- 1948: De hvide kryds
- 1950: De røde heste
- 1950: Historien om Hjortholm
- 1950: I gabestokken
- 1950: Mosekongen
- 1951: Fodboldpræsten
- 1951: Det gamle guld
- 1952: Det store løb
- 1953: Fløjtespilleren
- 1953: Far til fire
- 1954: Far til fire i sneen
- 1955: Tre finder en kro
- 1955: Far til fire på landet
- 1956: Far til fire i byen
- 1956: Flintesønnerne
- 1957: Ingen tid til kærtegn
- 1957: Der var engang en gade
- 1957: Mig og min familie
- 1957: Far til fire og onkel Sofus
- 1958: Far til fire og ulveungerne
- 1959: Far til fire på Bornholm
- 1960: Tro, håb og trolddom
- 1961: Far til fire med fuld musik
- 1962: Der brænder en ild
- 1962: Den rige enke
- 1964: Kampen om Næsbygaard
- 1964: Sommer i Tyrol
- 1965: Halløj i himmelsengen
- 1966: Ih, du forbarmende